# Oenopota tabulata
Oenopota tabulata är en snäckart som först beskrevs av Carpenter 1864.  Oenopota tabulata ingår i släktet Oenopota och familjen kägelsnäckor. Inga underarter finns listade i Catalogue of Life.